# Trempé jusqu'aux os
Trempé jusqu'aux os (All Wet) est un film muet américain réalisé par Leo McCarey et sorti en 1924.

## Synopsis
Jimmie Jump est un pensionnaire qui reçoit un télégramme urgent lui disant de récupérer une cargaison importante à la gare à 14h30 précise le mercredi suivant. le jour dit, Jimmie a beaucoup de mal à se rendre à la gare.

## Fiche technique
- Titre : Trempé jusqu'aux os
- Titre original : All Wet
- Réalisation : Leo McCarey
- Chef-opérateur : Len Powers
- Production : Hal Roach
- Durée : 10 min
- Date de sortie : États-Unis : 23 novembre 1924

## Distribution
- Charley Chase : Jimmie Jump
- William Gillespie
- 'Tonnage' Martin Wolfkeil
- Jack Gavin
- Gale Henry
- Janet Gaynor
- Martha Sleeper